# Coea acheronta
Coea acheronta är en fjärilsart som beskrevs av Fabricius 1775. Coea acheronta ingår i släktet Coea och familjen praktfjärilar. Inga underarter finns listade i Catalogue of Life.